# Karin Reich
Pour les articles homonymes, voir Reich (homonymie).
Karin Anna Reich (née Bienfang le 13 octobre 1941 à Munich) est une historienne des mathématiques allemande.

## Formation et carrière
Reich a obtenu son diplôme d'études secondaires en 1960 au Luisengymnasium de Munich. Elle a étudié les mathématiques, la physique et l'astronomie à Munich (diplôme en 1966 avec les bases de la relativité) et à Zurich. De 1967 à 1973, elle a été assistante de recherche à l'institut de recherche du Deutsches Museum de Munich et à l'Institut d'histoire des mathématiques et des sciences naturelles de l'université Louis-et-Maximilien de Munich, où elle a obtenu son doctorat sous la direction de Helmuth Gericke (de) en 1973 avec une thèse sur l'histoire de la géométrie différentielle de Gauss à Riemann (Die Geschichte der Differentialgeometrie von Gauß bis Riemann. 1828–1868,). En 1980, elle obtient son habilitation à Munich, sur le développement du calcul tensoriel (Entwicklung des Tensorkalküls, publié en 1994 sous une forme révisée dans un livre). À partir de 1980, elle a été professeur d'histoire des sciences et de la technologie à l'Université des sciences appliquées pour la bibliothéconomie à Stuttgart. En 1980-81 et 1981-82, elle a été chargée de cours d'histoire des mathématiques à l'université de Heidelberg et, en 1981, elle a occupé la chaire d'histoire des sciences de l'Université de Hambourg. En 1982, elle a été conférencière privée (Privatdozentin) et en 1988 professeur agrégée d'histoire des mathématiques à l'université de Stuttgart.
De 1994 jusqu'à sa retraite en 2007, Reich a été professeure à l'Institut d'histoire des sciences, des mathématiques et de la technologie de l'université de Hambourg, où elle a été remplacée par Christoph J. Scriba.

## Travaux
Reich a publié des biographies sur Carl Friedrich Gauss, Michael Stifel et François Viète (avec Gericke, elle a publié une traduction annotée de In artem analyticam isagoge de 1591) et sur l'histoire du calcul vectoriel et tensoriel (sujet de son habilitation) et de la géométrie différentielle. Avec Kurt Vogel et Gericke, elle réédite l'histoire des mathématiques élémentaires, Geschichte der Elementar-Mathematik in systematischer Darstellung, par Johannes Tropfke dans les années 1970.
Reich est membre de la Société Joachim Jungius (de) et membre de l'Académie des sciences à Hambourg, membre correspondant de l'Académie des sciences de Göttingen et de l'Académie des sciences d'utilité publique d'Erfurt.

## Publications (sélection)
- Avec Menso Folkerts et Eberhard Knobloch, Maß, Zahl und Gewicht: Mathematik als Schlüssel zu Weltverständnis und Weltbeherrschung, VCH, Acta Humaniora, Weinheim, 1989[8]..
- Carl Friedrich Gauss: 1777/1977, Munich 1977, 2e édition 1985,  (ISBN 978-3-89164-019-7) ,
- Avec Menso Folkerts et Christoph Scriba, “Das Schriftenverzeichnis von Ewald Fettweis (1881-1967) samt einer Würdigung von Olindo Falsirol.” Historia Mathematica 16 (1989), 360-372 (avec bibliographie et portrait).
- Die Entwicklung des Tensorkalküls. Vom absoluten Differentialkalkül zur Relativitätstheorie, Birkhauser 1994,  (ISBN 978-3-0348-9643-6), DOI: 10.1007 / 978-3-0348-8486-0[9].
- Im Umfeld der "Theoria motus": Gauß' Briefwechsel mit Perthes, Laplace, Delambre und Legendre, Vandenhoeck & Ruprecht, 2001[10]
- Avec Gerd Biegel, Carl Friedrich Gauß: Genie aus Braunschweig – Professor in Göttingen, Braunschweig 2005,  (ISBN 978-3-9267-0163-3) .
- (en) Karin Reich, « 'Introduction' to analysis » dans Grattan-Guiness, I., ed., Landmark Writings in Western Mathematics, Elsevier: 181-90, 2005.
- Avec Alexander Kreuzer, éd., Emil Artin (1898-1962) : Beiträge zu Leben, Werk und Persönlichkeit, Rauner Verlag 2007,  (ISBN 978-3-9369-0524-3) .
- Avec Horst Schmidt-Böcking (de) : Otto Stern. Physiker, Querdenker, Nobelpreisträger. Societäts-Verlag, Francfort-sur-le-Main 2011,  (ISBN 978-3-942921-23-7) .
- Wolfgang Sartorius von Waltershausen (1809-1876). Dans: Dies. (éd. ): Wolfgang Sartorius von Waltershausen, Gauß zum Gedächtniss. Édition à Gutenbergplatz Leipzig, Leipzig 2012,  (ISBN 978-3-937219-57-8) ( info éditeur ).
- Cauchy und Gauß. Cauchys Rezeption im Umfeld von Gauß. Archive for History of Exact Sciences, Volume 57, 2003, p. 433-463, DOI: 10.1007 / s00407-002-0064-8 .
- Avec Elena Roussanova: Carl Friedrich Gauß und Russland. Sein Briefwechsel mit in Russland wirkenden Wissenschaftlern, Actes d'Akad. Wiss. Göttingen, NF 16, De Gruyter 2011,  (ISBN 978-3-11-025307-8), DOI: 10.1515 / 9783110253078[11].
- Avec Elena Roussanova : Carl Friedrich Gauß und Christopher Hansteen: Der Briefwechsel beider Gelehrten im historischen Kontext, De Gruyter, 2015[12]
- Avec Eberhard Knobloch, Elena Roussanova: Alexander von Humboldts Geniestreich : Hintergründe und Folgen seines Briefes an den Herzog von Sussex für die Erforschung des Erdmagnetismus, Berlin 2016,  (ISBN 978-3-662-48163-9), DOI: 10.1007 / 978-3-662-48164-6 .
- Avec Elena Roussanova : Karl Kreil und der Erdmagnetismus. Seine Korrespondenz mit Carl Friedrich Gauß im historischen Kontext, éd de l'Académie autrichienne des sciences, Vienne 2018 (Mémorandums / Académie autrichienne des sciences, classe philosophique-historique. Volume 508),  (ISBN 978-3-7001-8186-6) .
- Johannes Tropfke: Geschichte der Elementarmathematik, 4e édition, vol. 1 (avec Helmuth Gericke et Kurt Vogel, 1980).
- (en) Karin Reich, Hessenberg's work on projective geometry, dans « Histoire de la géométrie moderne et contemporaine », CIRM de Luminy.
- Karin Reich, « Quelques remarques sur Marinus Ghetaldus et François Viète », dans les Actes du symposium international - La géométrie et l'algèbre au début du XVIIe siècle, Zagreb, 1969, p 171–174.
- Karin Reich, « Miszellen zu Leben und Werk des Mathematikers Johann Friedrich Pfaff (22.12.1765–21.4.1825) », dans Sergei S. Demidov et. al (éditeurs), Amphora. Festschrift für Hans Wussing zu seinem 65. Geburtstag, Basel, Birkhäuser, 1992 (ISBN 3-7643-2815-0), p. 551–596